# Le Banquet (film)
Pour les articles homonymes, voir Le Banquet.
Pour plus de détails, voir Fiche technique et Distribution.
Le Banquet (ou Comme une flamme) est un film québécois réalisé par Sébastien Rose et sorti en 2008. Le film a été produit par Cirrus Communications et distribué par Alliance Vivafilm.

## Synopsis
Montréal, temps présent. L'université est une véritable poudrière. Les membres de l'association étudiante, dirigée par deux leaders (Frédéric Pierre et Pierre-Antoine Lasnier) à couteaux tirés, grondent et menacent de déclencher la grève. Sourd à leurs revendications, le recteur (Raymond Bouchard) tire en coulisses les ficelles d'un projet immobilier douteux. Dans sa classe, un professeur de cinéma passionné (Alexis Martin) tente de neutraliser un étudiant désaxé qui conteste sa méthode et le provoque sans relâche. Peu après que l'enseignant eut commis l'erreur de réagir physiquement à son persécuteur, la grève est déclenchée, coïncidant avec la tenue d'un banquet en l'honneur du recteur. La fille de ce dernier, mère célibataire toxicomane (Catherine De Léan), y débarque subitement, annonçant sans le savoir le grand malheur qui est sur le point de se produire.

## Distribution
- Alexis Martin: Bertrand Girard, le professeur de cinéma
- Benoît McGinnis: Gilbert Dubois, le « cancre »
- Raymond Bouchard: le recteur de l'université, Jean-Marc
- Catherine De Léan: Natacha, la mère célibataire toxicomane
- Frédéric Pierre: Louis-Ferdinand, le leader étudiant modéré
- Pierre-Antoine Lasnier : Granger, le leader étudiant gréviste
- Yves Jacques : Rivard, le supérieur et ami de Bertrand Girard
- Paul Ahmarani : le réalisateur qui dirige Natacha
- Jacques Allard : le ministre
- Julie McClemens : Gisèle

## Accueil et critiques
- Anabelle Nicoud : 70 %[1]
- Manon Dumais : 70 %[2]
- Michel Coulombe : 60 %[3]
- Le président de la Fédération étudiante universitaire du Québec, David Paradis :« Le film est une fiction. Pour qu'une fiction soit bonne, il faut qu'elle soit loin de la réalité. C'est une excellente fiction. »[4]

## Autour du film
- Le banquet est aussi une œuvre du philosophe Platon et dans le film le professeur Bertrand en est un archétype.